# Andrej Vlagyimirovics Gyejev
Andrej Vlagyimirovics Gyejev (oroszul: Андрей Владимирович Деев) (Szverdlovszk, 1978. január 20. –) Európa-bajnoki ezüstérmes, világbajnoki bronzérmes orosz tőrvívó.